# Höhlen von Savonnières

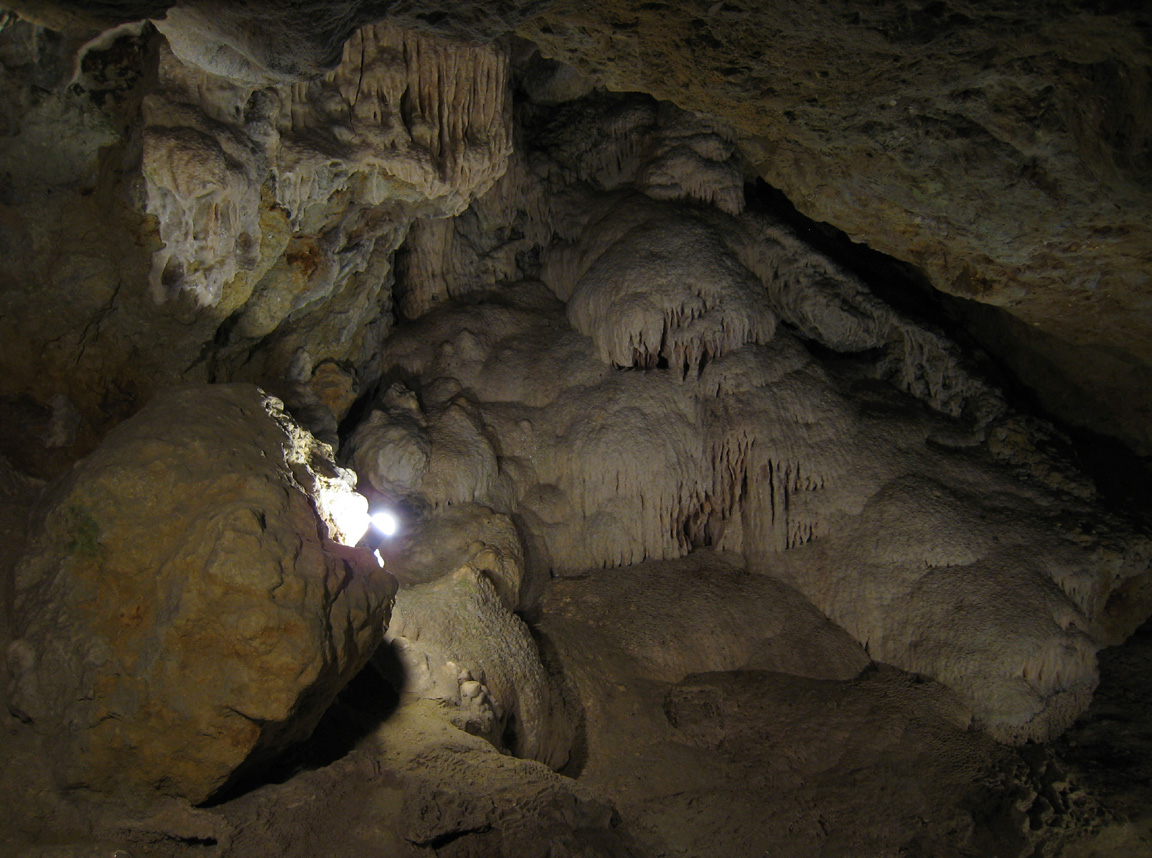
Formation aus Kalksinter

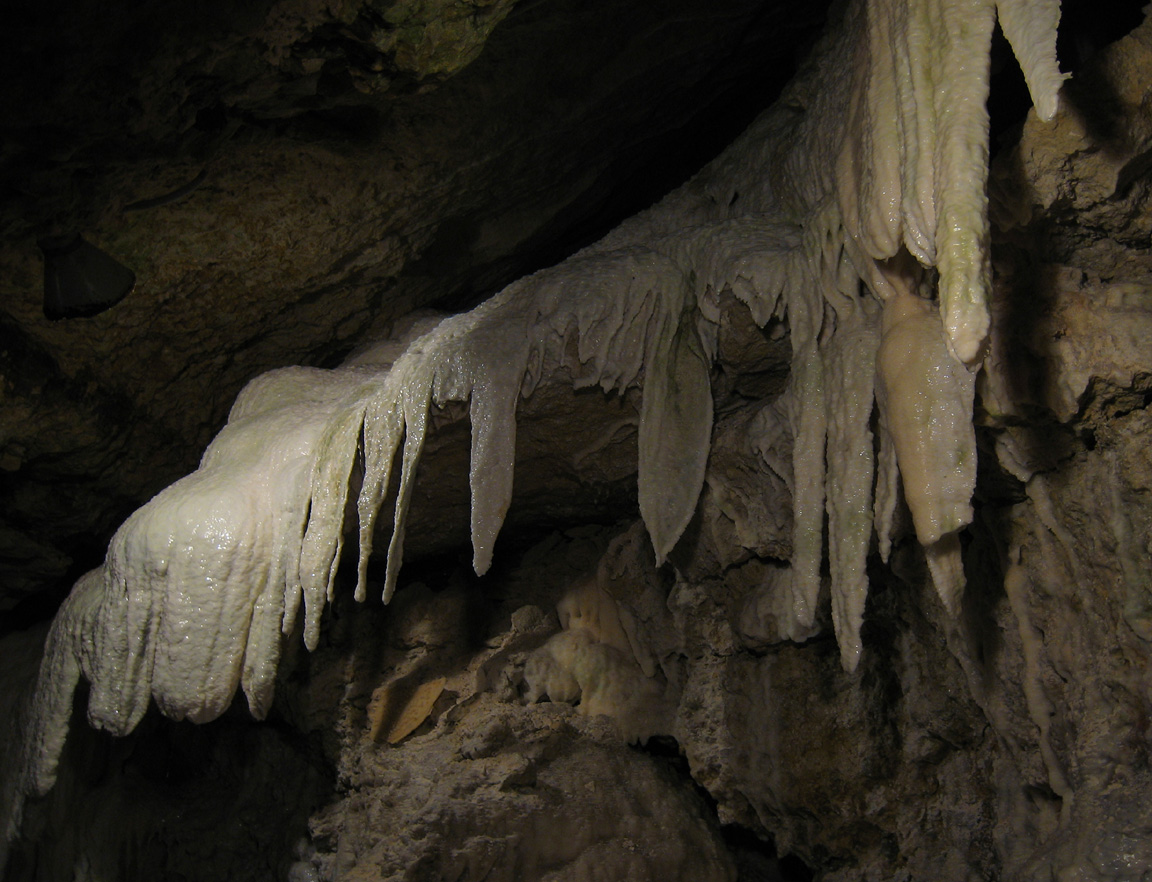
Gesinterte Bordüre

Die beiden Höhlen von Savonnières (Grottes de Savonnières) befinden sich in der französischen Gemeinde Savonnières, Département 37 Indre et Loire, an der RD 47, 15 Kilometer westlich von Tours in Frankreich, einen Kilometer vom Schloss Villandry.

## Geschichte
Bernard Palissy hatte schon 1547 die erste Grotte entdeckt und der Höhlenforscher M. Gilles stieß 1947 auf die zweite. Sie war aber schon sehr viel früher bekannt, was eine Inschrift mit der Jahreszahl 1203 belegt. Außerdem wurden gallo-römische Gräber gefunden. Schon im 16. Jahrhundert wurde hier der für die Region typische Kalktuff abgebaut und dabei der heute sichtbare unterirdische Bachlauf angeschnitten.

## Touristische Verwertung
Seit 1966 sind die Grotten von Savonnières Schauhöhlen. Durch entsprechende Beleuchtung tritt der Wasserlauf, die Sinterkaskaden und -bordüren sowie Stalaktiten hervor. Das stark kalkhaltigen Wassers wird genutzt, um Matrizen allmählich mit einer Kalkschicht zu überziehen. Die so gewonnenen Figuren und auf lithographischen Vorlagen aus dem 19. Jahrhundert basierenden Reliefplatten aus Kalksinter werden im Souvenirshop vor der Höhle zum Kauf angeboten.
Die auf natürlichem Wege entstandenen Formen reichen heutzutage als Attraktion offensichtlich nicht mehr aus. So wurden an markanten Stellen des Höhlensystems Saurierfiguren aufgestellt. Schlusspunkt der Besichtigung ist eine Art Höhlenbar in dem größten Raum, an der ein Glas des örtlichen Roséweins kredenzt wird.